# Segundo Pérez Arias
Blahoslavený Segundo Pérez Arias, řeholním jménem Ildefonso (Ildefons) z Armellady (2. května 1874, Armellada – 14. srpna 1936, Jove), byl španělský římskokatolický kněz, řeholník Řádu menších bratří kapucínů a mučedník.

## Život
Narodil se 2. května 1874 v Armelladě.
Po teologických a filosofických studiích byl dne 9. června 1900 vysvěcen na diecézního kněze. O dva roky později 29. května 1902 se rozhodl pro řeholní život a vstoupil do noviciátu kapucínů a přijal jméno Ildefonso. Dne 31. května 1903 složil své sliby. Jako kapucín působil jako kazatel a profesor kněžského semináře v El Pardo. Několikrát po sobě byl zvolen představeným kláštera. Dne 21. července byl s dalšími čtyřmi spolubratry (bl. Berardo z Visantoni, Arcángel z Valdavidy, Alejo z Terradillos a Eusebio ze Saludes) zatčen a uvězněn v jezuitském kostele. Dne 14. srpna byli bratři zastřeleni.

## Proces blahořečení
Proces jeho blahořečení byl zahájen roku 1954 v arcidiecézi Madrid spolu s dalšími jedenatřiceti spolubratry kapucíny.
Dne 27. března 2013 uznal papež František jejich mučednictví. Blahořečeni byli 13. října 2013 ve skupině 522 španělských mučedníků.